# 울주 휴게소
울주휴게소(Ulju Service Area)는 울산광역시 울주군 삼동면에 위치한 함양울산고속도로의 고속도로 휴게소이다. 양방향 모두 휴게소가 존재한다.주소는 함양 방향 휴게소의 주소는 울산광역시 울주군 삼동면 함양울산고속도로 133, 울산 방면은 울산광역시 울주군 삼동면 함양울산고속도로 134이다. 

## 시설
- 주차장
- 화장실
- 수유실
- 식당
- 브랜드매장 : CU, 이마트24(함양방면) 엔젤리너스, 던킨 도너츠
- 현금 자동 입출금기
- 전기차충전소
- 정유소 : EX-OIL

## 전후
함양 방향
- 서울주 분기점→울주휴게소→울주 분기점
- 밀양영남루 휴게소→울주휴게소→ 고속도로 종점

울산 방향
- 서울주 분기점 ←울주휴게소←울주 분기점
- 밀양영남루 휴게소←울주휴게소←고속도로 시점